# Aelurillus unitibialis
Aelurillus unitibialis är en spindelart som beskrevs av Galina N. Azarkina 2002. Aelurillus unitibialis ingår i släktet Aelurillus och familjen hoppspindlar. Inga underarter finns listade i Catalogue of Life.